# Siikainen
Siikainen là một đô thị của Phần Lan.
Vị trí ở tỉnh của Tây Phần Lan thuộc vùng Satakunta. Đô thị này có dân số 1.764 (tháng 10 năm 2007) và diện tích 490,98 km² trong đó có 30,58 km² là diện tích mặt nước. Mật độ dân số là 3,8 người trên mỗi km².
Dân đô thị này chỉ sử dụng tiếng Phần Lan